# (73767) Bibiandersson
(73767) Bibiandersson ist ein Asteroid des inneren Hauptgürtels, der am 10. August 1994 von dem belgischen Astronomen Eric Walter Elst am La-Silla-Observatorium der Europäischen Südsternwarte in Chile (IAU-Code 809) entdeckt wurde.
Der Asteroid gehört zur Hungaria-Gruppe. Charakteristisch für diese Gruppe ist unter anderem die 9:2-Bahnresonanz mit dem Planeten Jupiter. Der Namensgeber für die Hungaria-Gruppe ist der Asteroid (434) Hungaria. Die Sonnenumlaufbahn von (73767) Bibiandersson ist mit mehr als 24° stark gegenüber der Ekliptik des Sonnensystems geneigt, ein weiteres Charakteristikum für Hungaria-Asteroiden. Nach der SMASS-Klassifikation (Small Main-Belt Asteroid Spectroscopic Survey) wurde bei einer spektroskopischen Untersuchung von Gianluca Masi, Sergio Foglia und Richard P. Binzel bei (73767) Bibiandersson von einer hellen Oberfläche ausgegangen, es könnte sich also, grob gesehen, um einen S-Asteroiden handeln.
Der Asteroid wurde am 15. April 2014 nach der schwedischen Schauspielerin Bibi Andersson (1935–2019) benannt. In der Widmung besonders hervorgehoben wird ihr Schauspiel im Film Wilde Erdbeeren (1957) von Regisseur Ingmar Bergman. Nach Bergman benannt wurde im Jahr 2000 der ebenfalls von Eric Walter Elst entdeckte Asteroid des äußeren Hauptgürtels (10378) Ingmarbergman.